# Sóvári Soós család
A Sóvári Soós család a Boxa vagy Baksa-nemzetségből eredt, a mára már kihalt Bocskay, Csapy, gálszécsi Széchy, Zrittei (Szürtei), Zerdahelyi és más – a Simon Miczbántól való leszármazási legenda szerint (Lásd a Csapy családnál) – hét családtól.

## Története
A Sóvári Soós család őse Simon fia György volt, aki végig küzdötte IV. László összes háborúit: 
1276-ban elfogta a király ellen lázadó Geregyét (Pál országbíró fiát), a morvamezei nagy ütközetben 12 csehet ejtett foglyul. Litovoi oláhországi vajdát már mint önálló hadvezér legyőzte s ennek testvérét Bărbat ot a király elé vitte. 
Részt vett a Hódtavi csatában is. Legnagyobb érdemei azok, melyeket Leskó krakkói herceg trónra ültetésében s 1288-ban a Lengyelország felől betörő tatárok visszaverésében szerzett. 1300-ban szabolcs vármegyei főispán és sárospataki várnagy volt.
1288-ban IV. László királytól érdemeiért Sáros megyében Sóvár, Sópatak és Delne királyi pusztákat, később aztán e Sóvárról vette előnevét is.

### Fiai
- János és Péter, a Kopasz-féle lázadásban Petne fia Péternek felszólítására sem vettek részt.
- János fia László a királyné étekfogó mestere, I. Lajos király hű vitéze mindkét nápolyi hadjárat alatt, az 1348-iki velencei fegyverszünet kötésénél pedig kezese volt.
- Péter unokája, János fia László, 1399-ben nógrádi főesperes, 1401-ben pedig titeli prépost volt.
- Simon, 1402-ben a Zsigmond király és ausztriai Albert között kötött szerződést szintén aláírta.
- István, 1410-ben Sáros vármegye főispánja és udvari katona, a királytól zálogba kapja Kis-Sárost.
- György, 1456-1461 között pozsonyi várnagy és főispán volt.
- István, 1471-től 1479-ig  Abaúj vármegye alispánja volt.
- János, Szapolyai pártjára állott, ezért az Eperjesiek elfoglalták Sóvárt, de királyi rendeletből visszaadták.
- Albert, 1594-ben és 1596-ban sárosi alispán, a nemesi felkelés vezére volt.
- István, 1597-ben alispán, Teuffenbach Kristóf császári hadvezér fogságába került.
- János, 1647-ben Sáros vármegye alispánja. A család több tagja is tisztséget viselt Zemplén, Sáros és Abaúj vármegyékben.